# Виктор Кузен
Виктор Кузен (на френски: Victor Cousin) е френски философ и политик.
Силно повлиян е от Имануел Кант, Якоби, Шелинг и най-вече от Хегел, с когото са лични приятели. Философията му е еклектична и по същество идеалистична. Наричана е и спиритуализъм. Критикува материализма.
Превежда Платон на френски език.